# Drogheda United FC
Drogheda United is een Ierse voetbalclub uit Drogheda.
De club werd in 1919 opgericht als Drogheda United FC en speelde lang in de lagere klassen. In 1962 werd Drogheda FC opgericht, de twee clubs fuseerden in 1975. Begin jaren 80 was de club succesrijk toen United tweede werd en zich zo voor de UEFA Cup plaatste. Hierin trof het de Engelse club Tottenham Hotspur en verloor de twee duels met 0-6 en 0-8. De club won als troostprijs dat seizoen wel de League Cup. Eind jaren 80 was het geluk op voor de club en degradeerde, de volgende jaren was de club een liftploeg tussen eerste en tweede klasse.
In het nieuwe millennium kon de club zich weer vast vestigen in de hoogste klasse en won in 2005 de beker. In de UEFA Cup won de club in de eerste ronde van HJK Helsinki in de tweede ronde verloor de club na strafschoppen (11-10) van het Noorse IK Start Kristiansand. In 2006 en 2007 won de club de Setanta Sports Cup, een toernooi voor clubs uit Ierland en Noord-Ierland. In 2007 werd de eerste landstitel behaald. In 2009 degradeerde de club naar de First Division. Het seizoen daarop kon het opnieuw promotie afdwingen naar de hoogste divisie. In 2010 eindigde de club als laatste maar degradeerde niet vanwege het faillissement van Sporting Fingal.
Door het winnen van de Ierse Cup was de club in principe geplaatst voor deelname aan de UEFA Conference League van het seizoen 2025/26. Echter omdat de club onder de Trivela-groep valt, die ook een meerderheidsbelang heeft in het Deense Silkeborg IF, werd Drogheda van dit toernooi uitgesloten. Silkeborg kreeg het plekje vanwege een hogere rangschikking.

## Verhaal van het logo
Het logo van Drogheda United FC is dankzij de Ottomaanse Turken een halve maan en een ster geworden. Toen er in Ierland hongersnood heerste, wilden de Ottomanen 10.000 pond hulp sturen naar Ierland via Drogheda, maar koningin Victoria (Alexandrina Victoria; 24 mei 1819 – 22 januari 1901) was tegen dit idee en gaf de Ottomanen alleen toestemming om maximaal 1000 pond hulp te sturen. Maar de Ottomanen, onder leiding van Sultan Abdülmecid, gaven niet op en stuurden in het geheim 5 schepen met voedselhulp en geld naar Drogheda (Ierland). De Ieren stuurden een dankbrief terug naar de Ottomanen en het logo van Drogheda United FC werd veranderd naar de vlag van de Ottomaanse Rijk.

## Erelijst
- Landskampioen

2007
- FAI Cup

Winnaar: 2005, 2024
Finalist: 1971, 1976
- FAI League Cup

1984, 2012
- First Division

1989, 1991, 1999, 2002, 2020
- Setanta Sports Cup

2006, 2007
- League of Ireland First Division Shield

1991

## Overzichtslijsten

### Eindklasseringen vanaf 1964
| 10 |

| 10 |

| 12 |

| 10 |

| 5 |

| 6 |

| 12 |

| 13 |

| 11 |

| 14 |

| 11 |

| 9 |

| 6 |

| 3 |

| 3 |

| 3 |

| 10 |

| 10 |

| 11 |

| 2 |

| 11 |

| 14 |

| 5 |

| 3 |

| 6 |

| 1 |

| 11 |

| 1 |

| 10 |

| 9 |

| 12 |

| 2 |

| 11 |

| 2 |

| 12 |

| 1 |

| 12 |

| 9 |

| 1 |

| 9 |

| 8 |

| 4 |

| 4 |

| 3 |

| 1 |

| 8 |

| 9 |

| 10 |

| 9 |

| 2 |

| 8 |

| 9 |

| 12 |

| 2 |

| 12 |

| 4 |

| 2 |

| 1 |

| 7 |

| 8 |

| 7 |

| 9 |

| Premier Division | First Division |

Tot 1985 werd voor het 1 niveau de naam League of Ireland gehanteerd en voor het 2e niveau League of Ireland B Division.

### Seizoensresultaten vanaf 2000
| Seizoen | Competitie       | Niveau | Eindstand | FAI Cup      | Opmerking                                                            |
| ------- | ---------------- | ------ | --------- | ------------ | -------------------------------------------------------------------- |
| 1999/00 | Premier Division | I      | 12        | 2e ronde     |                                                                      |
| 2000/01 | First Division   | II     | 9         | 2e ronde     |                                                                      |
| 2001/02 | First Division   | II     | 1         | 2e ronde     |                                                                      |
| 2002/03 | Premier Division | I      | 9         | 2e ronde     | 1½ speelronde i.v.m. overgang naar kalenderjaarseizoen               |
| 2003    | Premier Division | I      | 8         | kwartfinale  |                                                                      |
| 2004    | Premier Division | I      | 4         | halve finale |                                                                      |
| 2005    | Premier Division | I      | 4         | Winnaar      | > Cork City FC: 2-0                                                  |
| 2006    | Premier Division | I      | 3         | 2e ronde     |                                                                      |
| 2007    | Premier Division | I      |           | 2e ronde     |                                                                      |
| 2008    | Premier Division | I      | 8         | 8e finale    |                                                                      |
| 2009    | Premier Division | I      | 9         | 3e ronde     | play-out > Bray Wanderers AFC: 2-0                                   |
| 2010    | Premier Division | I      | 10        | 3e ronde     | geen play-out a.g.v. terugrekking Sporting Fingal                    |
| 2011    | Premier Division | I      | 9         | 8e finale    |                                                                      |
| 2012    | Premier Division | I      | 2         | kwartfinale  | Winnaar League Cup > Shamrock Rovers FC: 3-1                         |
| 2013    | Premier Division | I      | 8         | Finale       | >Sligo Rovers FC: 2-3; Finalist League Cup > Shamrock Rovers FC: 0-2 |
| 2014    | Premier Division | I      | 9         | kwartfinale  |                                                                      |
| 2015    | Premier Division | I      | 12        | 8e finale    |                                                                      |
| 2016    | First Division   | II     | 2         | 2e ronde     | promotie play-off > Wexford Youths FC: 0-2/3-0                       |
| 2017    | Premier Division | I      | 12        | kwartfinale  |                                                                      |
| 2018    | First Division   | II     | 4         | 8e finale    | promotie play-off > Finn Harps FC: 1-1/0-2                           |
| 2019    | First Division   | II     | 2         | 8e finale    | promotie play-off > Finn Harps FC: 1-0/0-2 n.v.                      |
| 2020    | First Division   | II     | 1         | 8e finale    | competitie na 18 wedstrijden afgebroken i.v.m. coronapandemie        |
| 2021    | Premier Division | I      | 7         | 1e ronde     |                                                                      |
| 2022    | Premier Division | I      | 8         | 8e finale    |                                                                      |
| 2023    | Premier Division | I      | 7         | kwartfinale  |                                                                      |
| 2024    | Premier Division | I      | 9         | Winnaar      | > Derry City FC: 2-0; play-out > Bray Wanderers AFC: 3-1             |
| 2025    | Premier Division | I      | .         |              |                                                                      |

### In Europa
#Q = #kwalificatieronde, #R = #ronde, T/U = Thuis/Uit, W = Wedstrijd, PUC = punten UEFA coëfficiënten .
Uitslagen vanuit gezichtspunt Drogheda United FC
| Seizoen                                                    | Competitie       | Ronde | Land                | Club               | Totaalscore    | 1e W    | 2e W       | PUC |
| ---------------------------------------------------------- | ---------------- | ----- | ------------------- | ------------------ | -------------- | ------- | ---------- | --- |
| 1983/84                                                    | UEFA Cup         | 1R    | Vlag van Engeland   | Tottenham Hotspur  | 0-14           | 0-6 (T) | 0-8 (U)    | 0.0 |
| 2006/07                                                    | UEFA Cup         | 1Q    | Vlag van Finland    | HJK Helsinki       | 4-2            | 1-1 (U) | 3-1 nv (T) | 2.5 |
|                                                            |                  | 2Q    | Vlag van Noorwegen  | IK Start           | 1-1 (10-11 ns) | 0-1 (U) | 1-0 nv (T) | 2.5 |
| 2007/08                                                    | UEFA Cup         | 1Q    | Vlag van San Marino | AC Libertas        | 4-1            | 1-1 (U) | 3-0 (T)    | 2.0 |
|                                                            |                  | 2Q    | Vlag van Zweden     | Helsingborgs IF    | 1-4            | 1-1 (T) | 0-3 (U)    | 2.0 |
| 2008/09                                                    | Champions League | 1Q    | Vlag van Estland    | FC Levadia Tallinn | 3-1            | 2-1 (T) | 1-0 (U)    | 2.5 |
|                                                            |                  | 2Q    | Vlag van Oekraïne   | FC Dynamo Kiev     | 3-4            | 1-2 (T) | 2-2 (U)    | 2.5 |
| 2013/14                                                    | Europa League    | 1Q    | Vlag van Zweden     | Malmö FF           | 0-2            | 0-0 (T) | 0-2 (U)    | 0.5 |
| Totaal aantal behaalde punten voor UEFA coëfficiënten: 7.5 |                  |       |                     |                    |                |         |            |     |